# José Jiménez Fernández
Pour les articles homonymes, voir Joselito, Jiménez et Fernández.
José Jiménez Fernández, dit Joselito, né le 11 février 1943 à Beas de Segura (Andalousie), est un enfant prodige, chanteur et acteur espagnol des années 1950 et 1960. 
Au début de sa carrière, ainsi qu'en témoignent les titres de ses premiers films, il est surnommé El Ruiseñor (« Le Rossignol »), ou encore El niño de la voz de oro (« le garçon à la voix d'or »).

## Biographie
Joselito est né en 1943 à Beas de Segura, petit village de la  province de Jaén en Andalousie (dans le sud de l’Espagne), au sein d'un foyer modeste. Le contexte économique est alors difficile : l'Espagne de l'après-guerre (guerre d'Espagne et Seconde Guerre mondiale) est particulièrement touchée par la famine et une économie désorganisée.
Il aurait appris à danser et à chanter dans la banlieue de Vista Alegre. Plus tard, il quitte Beas de Segura pour Utiel, ville située à l'intérieur de la province de Valence. Un ami de la famille obtient que José participe à un festival à Valence. C'est là que le chanteur Luis Mariano, alors à l'apogée de sa gloire, entend le jeune garçon. Joselito commence ainsi sa carrière à l'âge de 9 ans.
Luis Mariano deviendra son parrain artistique et emmène Joselito à Paris, où il fait ses débuts à la télévision. Sa renommée grandit et le premier film est tourné en 1956 sous la direction d'Antonio Del Amo (Le Petit Vagabond). Suivent quatorze films musicaux de 1956 à 1969, distribués dans le monde entier. 
Parallèlement, les chansons des films sont gravées en vinyle et Joselito devient une des grandes vedettes avec Elvis Presley dans le catalogue RCA. Joselito se produit ALORS dans le monde entier : aux États-Unis (il apparaît même trois fois dans le Ed Sullivan Show), en Amérique latine, en Belgique. Il donne en 1965 un récital à l’Olympia de Paris.
Adulte, il ne trouve plus le succès malgré des tentatives régulières de come-backs. Il disparaît quelques années en Afrique. En 1990, il est arrêté pour trafic d'armes et de drogue en Angola, puis extradé dans son pays natal.
En 2023, il apparaît à Utiel lors de l'inauguration d'une rue à son nom.

## Filmographie

### Cinéma
- 1956 : Le Petit Vagabond (El Pequeño ruiseñor)
- 1957 : L'Enfant à la voix d'or (Saeta del ruiseñor)
- 1958 : Le Rossignol des montagnes (El ruiseñor de las cumbres)
- 1959 : Écoute ma chanson (Escucha mi canción)
- 1960 : La Chanson de l'orphelin (Aventuras de Joselito y Pulgarcito)
- 1960 : Le Petit Colonel (El Pequeño coronel)
- 1960 : Joselito en Amérique (Aventuras de Joselito en América)
- 1961 : Mon ami Josélito (Bello recuerdo)
- 1961 : Les Deux Gamins (Los Dos golfillos)
- 1962 : Son Fidèle Compagnon (El Caballo blanco)
- 1963 : Le Secret de Joselito (El Secreto de Tomy)
- 1965 : Le Petit Andalou (La Vida nueva de Pedrito de Andía)
- 1965 : Le Petit Gondolier (Loca juventud)
- 1966 : Le Gamin de Porto Rico (Joselito vagabundo)
- 1969 : Prisonnier dans la ville (Prisionero en la ciudad)
- 2009 : Spanish Movie
- 2011 : Torrente 4: Lethal Crisis
- 2012 : El mundo es nuestro

### Télévision
- 1969 : El Irreal Madrid (téléfilm).